# Allozetes alas
Allozetes alas är en kvalsterart som beskrevs av Valerie M. Behan-Pelletier 1998. Allozetes alas ingår i släktet Allozetes och familjen Austrachipteriidae. Inga underarter finns listade i Catalogue of Life.